# Cerkiew św. Mikołaja w Jędrzejowie
Cerkiew św. Mikołaja w Jędrzejowie – nieistniejąca cerkiew prawosławna w Jędrzejowie. 
Pomysłodawcą budowy świątyni był naczelnik powiatowy nazwiskiem Głowacki. Jego koncepcję poparł w 1910 Departament Wyznań Ministerstwa Spraw Zagranicznych Imperium Rosyjskiego i wykupił od właścicieli prywatnych parcelę uznaną za najodpowiedniejsze miejsce usytuowania przyszłej cerkwi. Uroczystość położenia kamienia węgielnego w dniu 8 maja 1912 została połączona z obchodami 300 lat panowania Romanowów na tronie carskim, z której to okazji w całym Imperium Rosyjskim poświęcono setki świątyń prawosławnych. Cerkiew istniała do 1921, kiedy została zburzona. Rok później na jej miejscu wzniesiono gmach gimnazjum. 
Świątynia w Jędrzejowie posiadała jedną kopułę zlokalizowaną w centralnym punkcie kwadratowej nawy. Po obydwu jej stronach znajdowały się po trzy półkoliste okna otoczone ozdobnymi obramowaniami. Nad przedsionkiem wznosiła się dzwonnica z niewielką kopułką z krzyżem prawosławnym; podobnie zwieńczono niższe od nawy, półkoliste prezbiterium. 